# Roestgenet
De roestgenet (Genetta fieldiana) is een Afrikaanse genetkat, behorende tot de zogenaamde "grootgevlekte" genetkatten, waar ook de tijgergenet (Genetta tigrina), de pardelgenet (Genetta pardina), de koningsgenet (Genetta poensis) en Genetta cristata toe behoren. Al deze soorten werden voorheen beschouwd als ondersoorten van de tijgergenet, en de taxonomische status van deze soorten is nog steeds vrij onduidelijk. Van alle grootgevlekte genetkatten heeft de roestgenet het grootste verspreidingsgebied, en de roestgenet is van alle Afrikaanse genetkatten de algemeenste soort.

## Kenmerken
De roestgenet is een klein, slank roofdier met een kleine kop, korte poten en een lange staart.
De vacht is zacht en kort. De kleur is variabel: de grondkleur is voornamelijk grijzig geel, maar kan ook zandkleurig, lichtgeel of rossig grijs zijn. Over de rug loopt een donkere aalstreep. Aan beide zijden van deze streep liggen enkele rijen van grote, donkere roestkleurige tot donkerbruine vlekken. De aalstreep en de grotere vlekken hebben dezelfde kleur. De zwart en grijswit geringde staart (met een zwart uiteinde) is bijna net zo lang als de rest van het lichaam. De ledematen zijn ongevlekt. Op de onderlip, het bovenste gedeelte van de wangen en rond de neus zitten witte vlekken. De ogen hebben de kleur van honing. De oren zijn driehoekig, licht afgerond en zijn onbehaard aan de binnenzijde. De poten hebben scherpe, intrekbare klauwen, wat handig is om in bomen te klimmen. Jonge dieren zijn grijzer dan volwassen dieren en hebben een vagere tekening.

## Verspreiding en leefgebied
De roestgenet komt voor in een groot gedeelte van Afrika ten zuiden van de Sahara, in een grote verscheidenheid aan habitats, bijvoorbeeld in vochtige wouden, open bossen, struikgebieden en in meer open savannes. Meestal houdt hij zich in de buurt van water op. Hij komt ook rond gebouwen voort, en soms dringt hij een huis binnen. De precieze grenzen tussen het verspreidingsgebied van de roestgenet en die van de andere "grootgevlekte" is onduidelijk. In West-Afrika, waarschijnlijk ten westen van de Volta of Togo wordt de roestgenet vervangen door de pardelgenet, en de grens met de tijgergenet loopt waarschijnlijk door KwaZoeloe-Natal, Zuid-Afrika.

## Leefwijze
De roestgenet is een nachtdier, die zowel in bomen als op de grond leeft. Het is een zeer behendige klimmer en is vaak in een boom aan te treffen, maar hij jaagt voornamelijk op de grond en komt ook in gebieden voor waar maar weinig bomen groeien. Overdag verblijft hij in een holle boom of een ondergronds hol.
De roestgenet eet een grote variatie aan kleinere dieren, waaronder knaagdieren, pluimvee en andere vogels, hagedissen, slangen, kikkers, grotere insecten als sprinkhanen en krekels, evenals verscheidene wilde vruchten. In vergelijking met de gewone genetkat (Genetta genetta) eet de roestgenet meer ongewervelden en vruchten, maar bij beide soorten vormen knaagdieren de hoofdmoot van het dieet.
De roestgenet krijgt twee of drie jongen per worp. Na drie maanden kunnen deze jongen zelfstandig jagen, en na zes maanden zijn ze onafhankelijk.